# Dipoena obscura
Dipoena obscura är en spindelart som beskrevs av Eugen von Keyserling 1891. Dipoena obscura ingår i släktet Dipoena och familjen klotspindlar. Inga underarter finns listade i Catalogue of Life.